# سانت أنا أريسي
سانت أنا أريسي، (بالإنجليزية: Sant'Anna Arresi)‏، (سردينيا: Arresi)، هي بلدية في مقاطعة جنوب سردينيا، في منطقة سردينيا الإيطالية، وتقع على بعد حوالي 45 كم (28 ميل) جنوب غرب كالياري، وحوالي 20 كم (12 ميل) جنوب شرق من كاربونيا. 

## السكان
في سنة 1861 بلغ عدد السكان 501 نسمة، وتطور العدد ليصل في سنة 2011 لـ 2٬712 نسمة.
يظهر هذا المخطط البياني تطور النمو السكاني لـ سانت أنا أريسي